# Мадагаскарска отровна жаба
Мадагаскарската отровна жаба (Mantella baroni) е вид малка отровна жаба от семейство Мадагаскарски жаби (Mantellidae).

## Разпространение и местообитание
Подобно на другите видове Мадагаскарски жаби, този вид е ендемичен за Мадагаскар. Предполага се, че е колонизирал острова преди около 76 – 87 млн. години. Популацията има умерено голям удължен географски обхват в Източен и Централен Мадагаскар, навътре от източното крайбрежие, от Фиеренана на север до Андрингитра на юг.
Естествените местообитания са субтропичните и тропически влажни низинни и планински гори и реки. Обикновено се среща на надморска височина между 600 и 1200 метра.

## Описание
Въпреки че зрелите екземпляри достигат на дължина само 28 – 32 мм, този вид е един от най-големите от всички 16 вида на род Mantella. Жабите от този род обикновено проявяват сексуален диморфизъм, като женските (28 – 32 мм) са малко по-големи от мъжките (24 – 28 мм). Тази разлика в размера става забележима след приблизително 10 – 12 месечна възраст.

## Размножаване
През деня мъжките издават интензивни и последователни кратки звуци с едно „щракване“, за да утвърдят своята територия или за да привлекат женски с цел чифтосване. Женските могат да снасят до 130 яйца, като почти винаги го правят в близост до източник на вода.

## Хранене
Мадагаскарската отровна жаба е много активна и може да консумира голям брой плячка, състояща се от големи членестоноги. Докато повечето видове жаби са нощни, този вид ловува през деня. Диетата му се състои главно от мравки, като същевременно консумира и редица други видове членестоноги като бръмбари, паяци и акари.
Поглъщането на акари им позволява да отделят високи фармакологично активни концентрации на алкалоиди в кожата си, което ги прави токсични за хищниците, като ярките им цветове служат като предупредителен знак, че поглъщането им може да бъде опасно и да предизвика заболяване. Интензивността на тази концентрация на алкалоиди може да се променя както във времето, така и в географско отношение. Нивото на токсичност може да бъде повлияно и от човешка дейност, като замърсяване на околната среда, унищожаване на източниците на храна и ограничаване на иначе разнообразната им диета.